# Los Chamos
Los Chamos fue un reconocido grupo venezolano de música pop, formado en Caracas en 1981. El sexteto vocal (boyband) que fue diseñado por el productor musical venezolano Luis Gerardo Tovar y por el empresario José Page, entonces presidente de la empresa discográfica Velvet de Venezuela, impulsados por la popularidad del grupo puertorriqueño Menudo.
Los Chamos fueron conocidos alrededor de toda América Latina.
Los Chamos (junto a otros grupos juveniles de los 80, como Parchís en España, Menudo en Puerto Rico o Timbiriche en México) son considerados icono pop latinoamericano de la música de esa generación.

## Historia

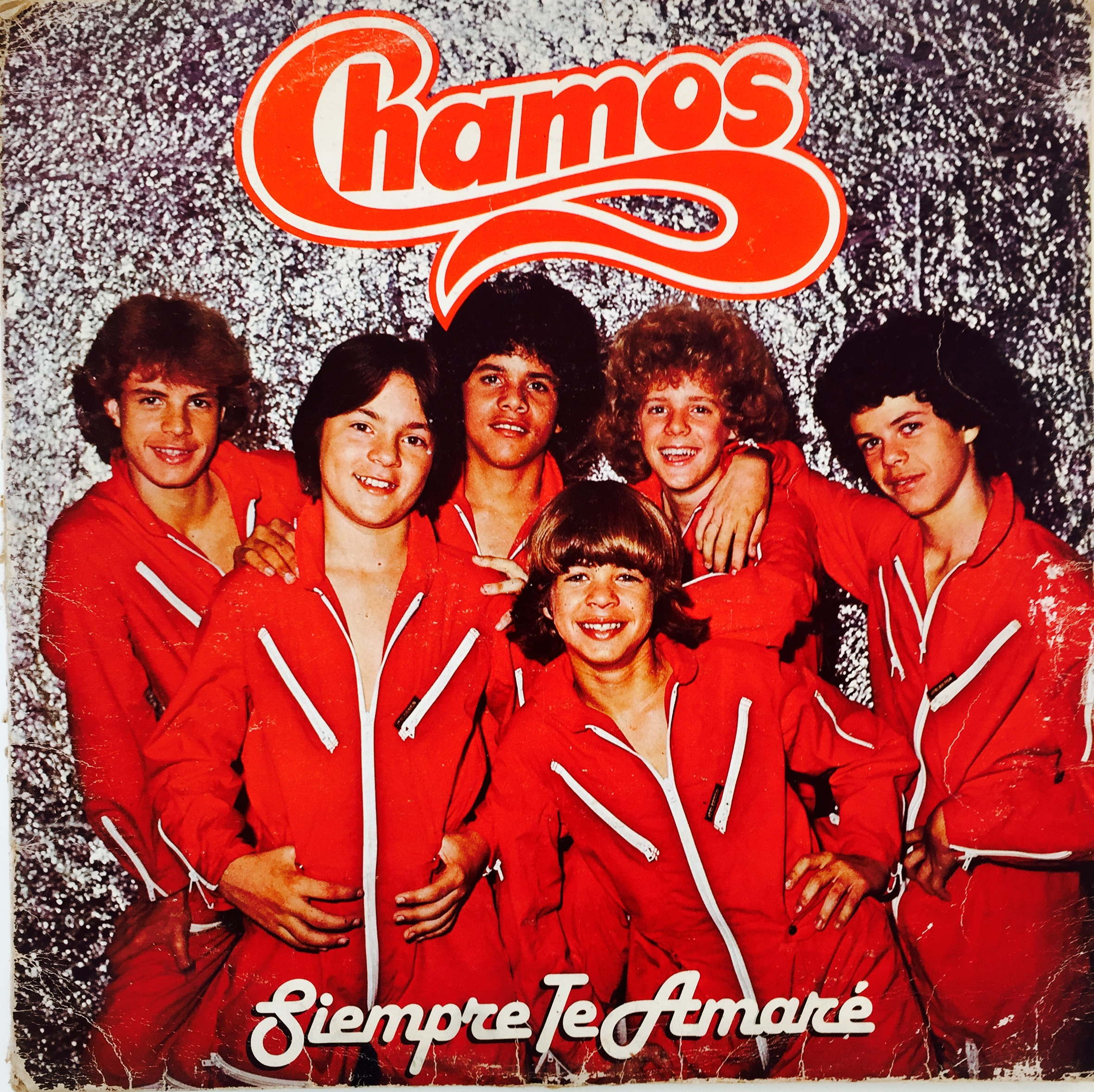
Los Chamos, "Siempre Te Amaré"

En 1980, la empresa discográfica Velvet de Venezuela junto con el productor artístico y mánager Luis Gerardo Tovar hicieron un casting y formaron el grupo Los Chamos, para competir con Menudo. Los integrantes originales fueron los hermanos W, Walter, Willberg y Winston, Enrique, Roger y Ricardo, posteriormente ingresaron Argenis y Gabriel.
Grabaron un primer disco que solo salió en Venezuela y contenía canciones como: «Somos Chamos», «Renacer», «Amor en inglés», «El Soldadito», «El adiós», «Amalia Rosa» (que fue la canción más famosa de ese disco).

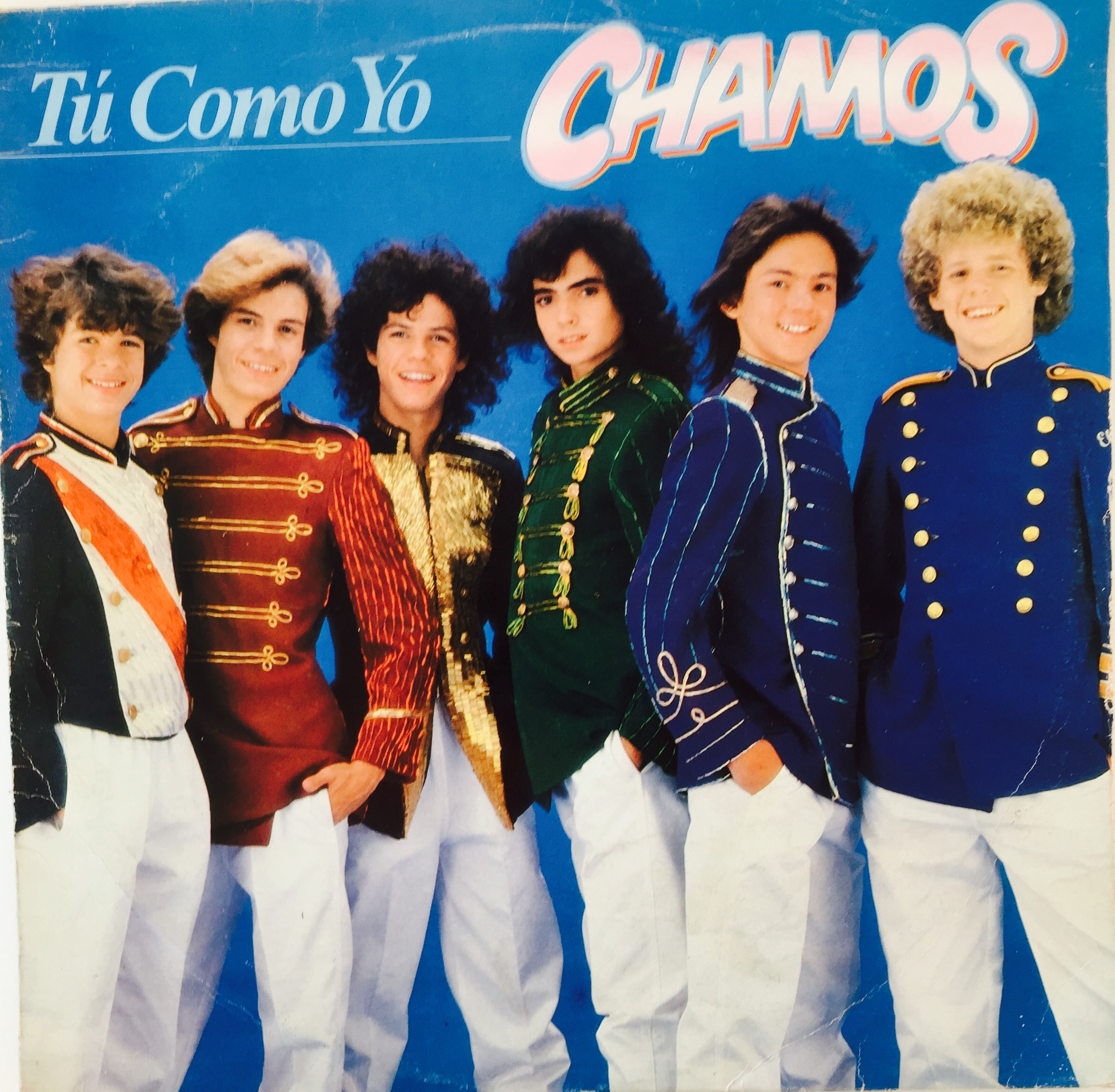
Los Chamos "Tú Como Yo"

En 1982 debutaron en el Programa "Siempre en domingo" y el conductor Raúl Velasco los apadrinó a través del apoyo de Televisa. Así comenzaron su primera gira por todo el territorio mexicano.
Salió un segundo disco llamado Yo te amaré bajo el sello de Melody Internacional. Este álbum contenía las canciones: «Canta Chamo» (cover de la canción «Crazy music»), «¡Oh, cherie cherie!», «Yo te amaré», «Será porque te amo» y «Me enamoro de ti», entre otras. Dicho álbum fue disco de Oro y Platino en varios países de Latinoamérica.
En México vendieron más de dos millones de álbumes e hicieron múltiples giras alrededor de Latinoamérica. Países como Colombia, Ecuador, Perú, Panamá, República Dominicana, Puerto Rico, Centroamérica y ciudades de Estados Unidos como Dallas, Houston, Los Ángeles, San Diego, Nueva York y Miami, fueron, entre otros, lugares donde Los Chamos tuvieron grandes presentaciones y conciertos.[cita requerida]
En 1983 participaron en la película "CANTA CHAMO", en la que actuaron junto a Yuri y María Antonieta de las Nieves, conocida como La Chilindrina.
En 1983 lanzaron un exitoso  tercer álbum, "Tú como yo" que contaba con las canciones: «Tú como yo», «Mi dulce amor», «No te olvides de mí, chiquilla», «Tú, solo tú», «Bye bye baby», «Tú me haces sentir», «Bang bang bang», «Nena nena dame tu amor» y «Vive al fin por tu amor» del cantante y compositor Rudy La Scala.
La primera (los originales) de Los Chamos fueron las realmente exitosas a nivel artístico y económico.
Tras una serie de escándalos por abusos, Argenis Brito y los hermanos W (Winston, Will y Walter) se alejaron de la agrupación.  
Al salir de Chamos, formaron la banda de pop-rock WAG (1986), donde ya ejercían el papel de músicos al que se agregaron los venezolanos: Gustavo Montaño, guitarrista, Víctor Castillo, tecladista y Kike Arocha, tecladista. La mánager y empresaria Venezolana María Gómez se encargó del management de la banda. El primer disco salió al mercado ―junto con el video «Depende de ti», que fue el primer sencillo de WAG― fue producido por Comrock/Wea  en México y Sonografica en Venezuela. El Grupo WAG obtuvo muy buen reconocimiento y aceptación en su país de origen Venezuela, colocando varios temas como "Depende de Ti", "Letras" y "Más y Más" en los primeros lugares de radiodifusión. WAG tuvo varias giras a nivel nacional junto a otras bandas de rock como Zapato 3, Desorden Público, Sentimiento Muerto y Los Últimos Héroes. Después de un segundo álbum y con planes hacia la internacionalización la banda se disolvió. 

### Tercera generación (1984-1987)
Para continuar con el éxito comercial de Los Chamos, la empresa Peerless convocó a otro casting de cantantes y bailarines adolescentes. Salieron elegidos Adolfo Cubas, Cristóbal Chris Roges, Enrico Henry Madia y Juan de León Santana. Grabaron un disco de título Chamo soy (1984). De la banda anterior solo participaban Gabriel Fernández y Enrique Couselo.

### Cuarta generación (1987-1991)
En 1987 se convocó a otro casting de cantantes y bailarines adolescentes. Salieron elegidos Álvaro Novoa, Ángel Guines, Bernard, Carlos Baute, Freddy Ezequiel Robles y Lino Martone. Realizaron giras cantando las canciones antiguas del grupo. En 1990 grabaron un disco de título Con un poco de amor.

### Quinta generación (1995-1997)
En 1995 se realiza un casting con más de 300 personas para elegir a los nuevos integrantes de la quinta generación del grupo "Los Chamos" en la que participa de la banda anterior Ángel Guines. De dicho casting salieron elegidos
Rafael Figueira, Oliver García,  Janko Ramírez y Emilio Fernandz. Grabaron un disco de título "Salir de la Oscuridad" producido en México por la discográfica Balboa Records. Hicieron una gira mundial llevando sus nuevos temas consiguiendo así varios premios de reconocimiento, dicha agrupación se desintegra por estafa de parte de su mánager del grupo empresarial S.U.M. Sólo continúan en la música Ángel Guines, cantando en una orquesta de merengue en Tenerife, España, y Janko Ramírez, quien fue el que realmente supo sacar partido al mundo artístico de esta quinta generación, al grabar otro disco, titulado "A toda máquina" con la agrupación musical Maquinaria Band, producido en Tenerife, España por la discográfica Discos Manzana y lo compaginó trabajando como modelo, compositor y coreógrafo. Tuvo un programa de televisión desde 2010 a 2012, tipo MTV, en Madrid, España, llamado "Que el ritmo no pare", siendo el presentador del mismo, en la cadena Iberoamérica Televisión. Actualmente sigue con la composición musical y canta como solista muchas de sus canciones, las cuales se pueden oír y ver en YouTube buscándolo como jankospain.

### Años 2000
Catorce años más tarde, en julio de 2005, tras el reencuentro de dos bandas importantes de los años ochenta ―Menudo y Timbiriche―, la empresa discográfica convocó a los antiguos integrantes de Los Chamos. Grabaron un disco, que se lanzó al mercado recién en 2008.
En 2008, los hermanos W, Walter, Will, Winston, Gabriel y Enrico Madia, quien pertenecía a la segunda generación, presentaron en México y Estados Unidos un disco llamado Chamos 08 con sus éxitos en nuevas versiones y el tema "Y todavía" de la autoría de Franco De Vita. Las nuevas versiones fueron dadas a conocer a través de TV Azteca en México. Los Chamos se presentaron en el Teletón y en el interior de la Republican mexicana.
En 2009, la empresa discográfica reunió en México a varios integrantes originales de Los Chamos: Argenis Brito, Enrique Couselo, Enrico Madia, Will Márquez, Walter Márquez y Gabriel Fernández.
Ese mismo año (2009) se reunieron en Guayaquil (Ecuador) Walter Márquez y Gabriel Fernández (de Los Chamos), Giro (de Los Chicos),  Charlie Massó, Ray Reyes y René Farrait (de Menudo).
En 2010, bajo la producción de Víctor Castillo, el exchamo Will Márquez presentó el sencillo «Por tus maneras», que dio inicio a su primera producción discográfica, Aquí y ahora. Will es baterista y compositor y se ha presentado en su tierra acompañando al músico de rock Yatu.
Actualmente, Walter Márquez, Winston Márquez y Gabriel Fernández (que en Venezuela es conocido como El Chamo Gabriel, y trabaja en telenovelas) están elaborando lo que será el relanzamiento de su carrera artística con un show lleno de canciones emblemáticas de los años 80, cargado de nostalgia y artistas invitados de esa generación.
Carlos Baute vive en España y mantiene una exitosa carrera como solista. Lino Martone grabó varios discos como solista y trabaja en telenovelas en Miami y Colombia. 
Argenis Brito vive en Alemania y trabaja en toda Europa, con diferentes producciones del género electrónico. Enrique Couselo vive en Brasil.
Lamentablemente, el Chamo Will falleció  en Caracas, Venezuela en  2018 a causa de una complicación pulmonar.

## Miembros

### 1981-1984
Primera y segunda generación:
- Ricardo Messina (cantaba en el primer disco y Siempre Te Amaré)
- Argenis Brito
- Enrique Couselo
- Gabriel Fernández
- Winston Márquez Uzcategui
- Will Márquez Uzcategui
- Walter Márquez Uzcategui
- Roger Marcano (cantaba en el primer disco)

### 1984-1987
Tercera generación: 
- Adolfo Cubas
- Cristóbal Chris Roges
- Enrico Henry Madia
- Gabriel Fernández
- Enrique Couselo
- Juan de León Santana

### 1987-1991
Cuarta generación: 
- Lino Martone (cantante y actor)
- Álvaro Novoa
- Ángel Güines
- Bernard
- Carlos Baute
- Freddy
- Ezequiel Robles

### 1995-1997
Quinta generación: 
- Janko Ramírez (cantante, compositor y modelo)
- Ángel Ginés
- Oliver García (cantante y actor)
- Rafael Figueira (cantante y actor)
- Emilio Fernández

## Discografía
- 1981: Los Chamos (miembros originales): Ricardo, Jesús, Enrique, Winston, Will y Walter
- 1982: Siempre te amaré [miembros originales]
- 1983: Tú como yo [miembros originales]
- 1984: Chamo soy [nuevos miembros: Adolfo, Chris, Manuel y Juan]
- 1990: Con un poco de amor [nuevos miembros: Álvaro, Ángel, Bernard, Carlos, Ezequiel, Freddy y Lino]
- 1995: Salir de la Oscuridad